# Arthur Schwarz

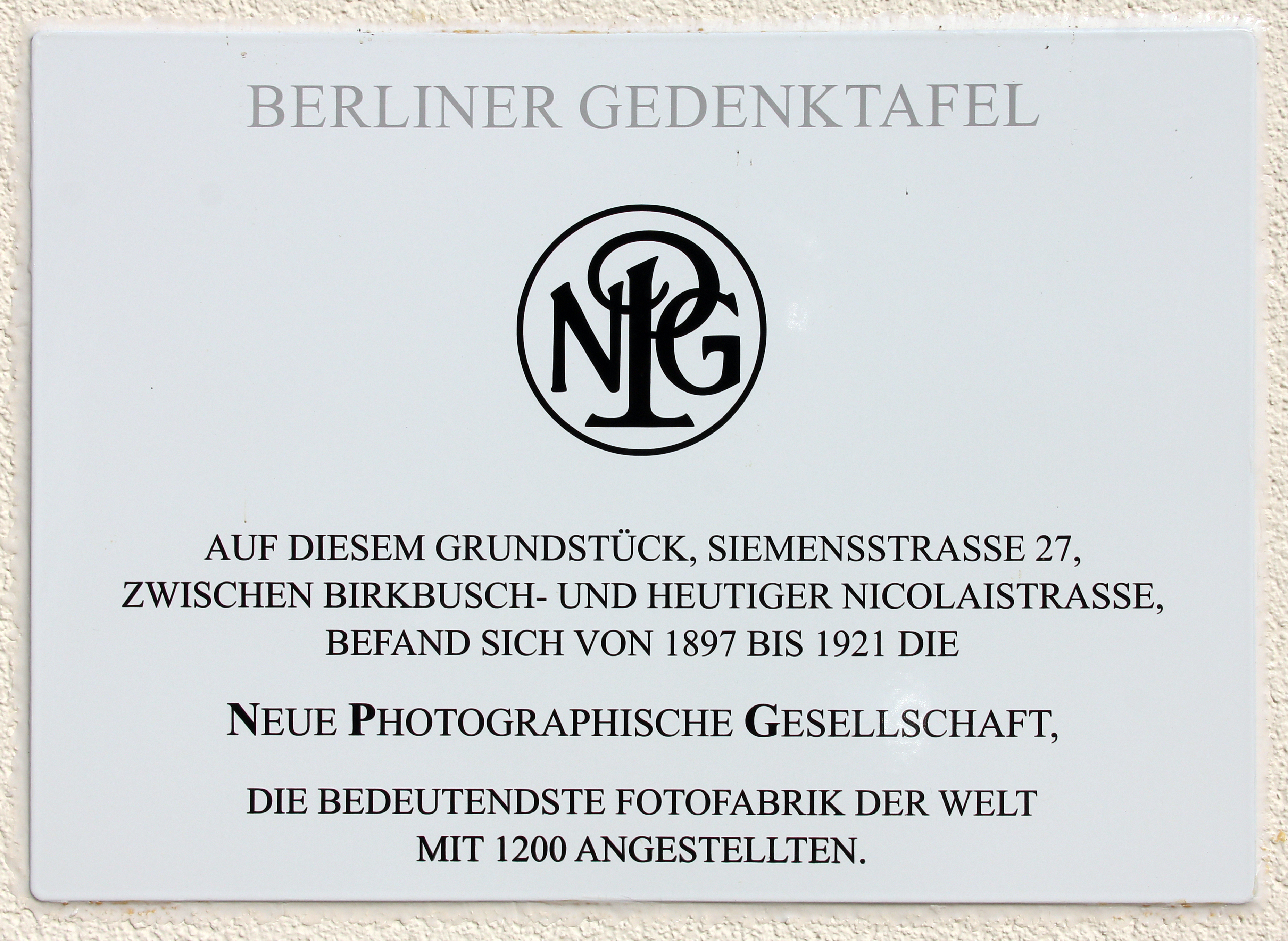
Tablica pamiątkowa w Berlinie odsłonięta w 2014 roku z napisem „W tym miejscu (...) była w latach 1897–1921 Neue Photographische Gesellschaft, najsłynniejsza fabryka fotograficzna świata zatrudniająca 1200 pracowników”

Arthur Schwarz (ur. 21 kwietnia 1862 w Braniewie w Prusach Wschodnich, zm. 1943) – niemiecki przedsiębiorca, założyciel i wieloletni dyrektor berlińskiej firmy fotograficznej Neue Photographische Gesellschaft (Nowe Towarzystwo Fotograficzne).

## Życiorys

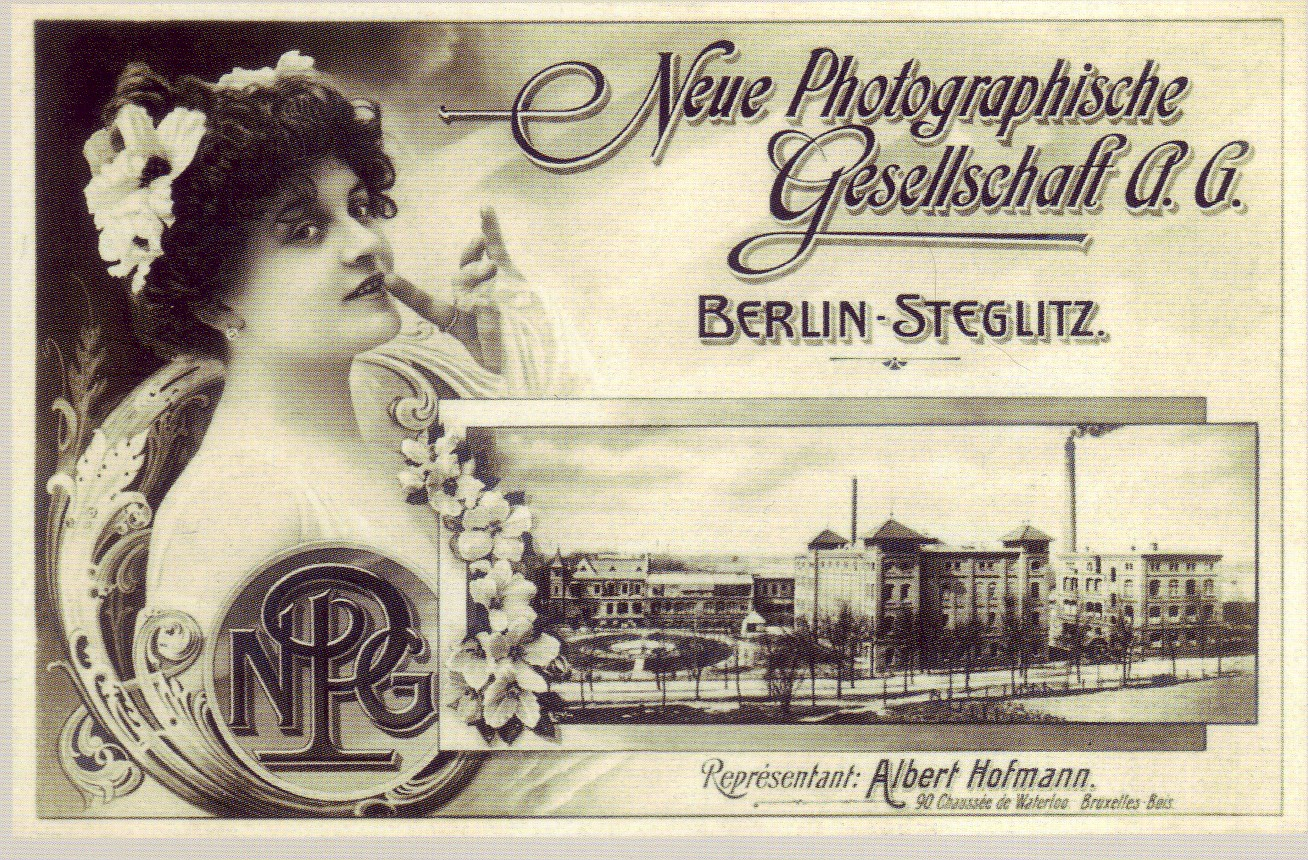
Karta wizytowa wydrukowana przez Neue Photographische Gesellschaft

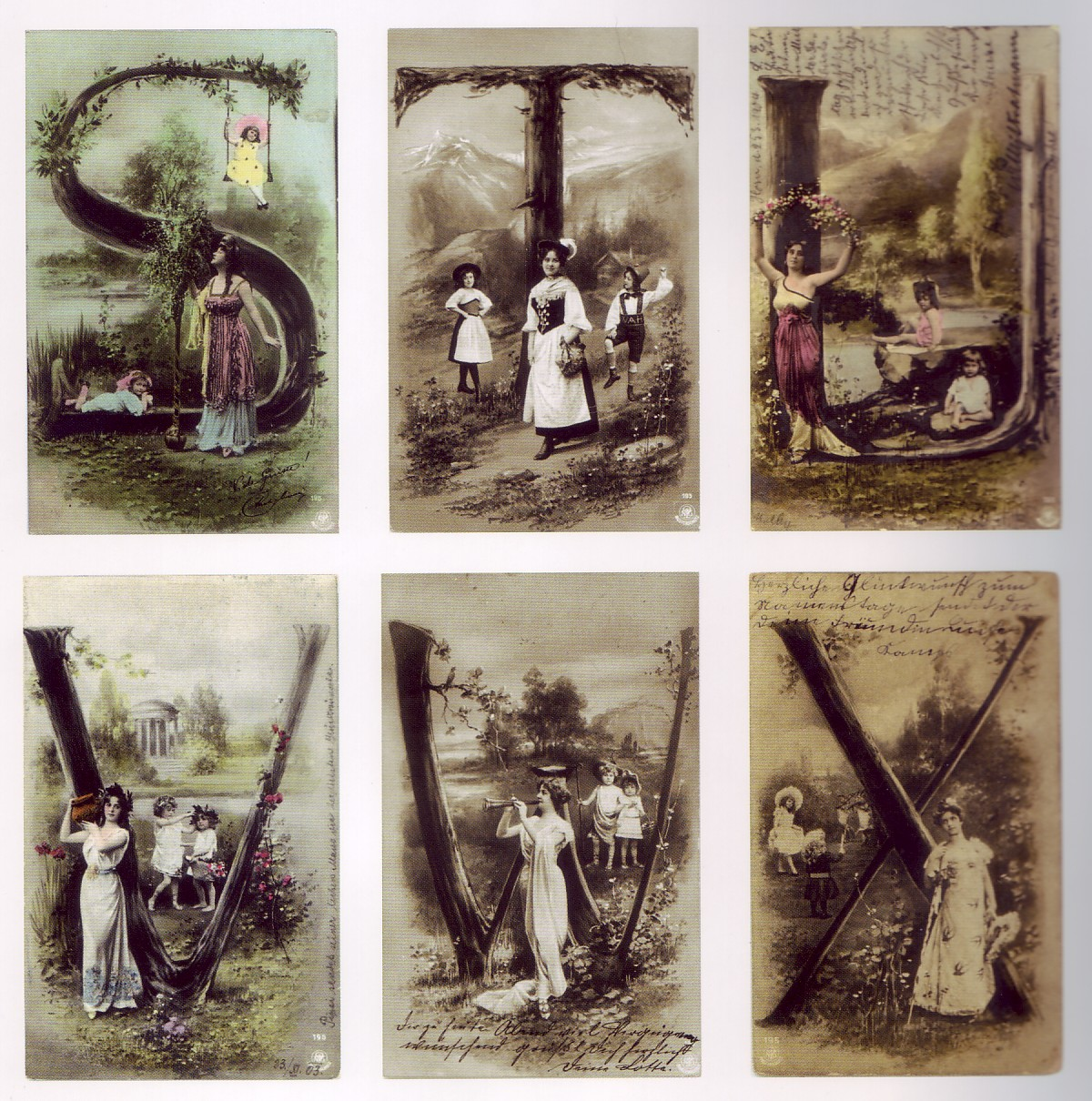
Kartki pocztowe wydrukowane przez Neue Photographische Gesellschaft

Arthur Schwarz był synem mistrza malarskiego Carla Ludwiga Schwarza i Henrietty z d. Hintzke. Jego przodkowie pochodzili z miejscowości Lwowiec (niem. Löwenstein, obecnie wieś w powiecie bartoszyckim); byli prostymi robotnikami folwarcznymi, pracującymi na dniówki. W XVIII w. dziadek Arthura, Martin, został lokajem hrabiowskim w Królewcu. Przeprowadzka z prowincjonalnej wsi do dużego miasta była punktem zwrotnym w dalszej historii rodu. Martin Schwarz poślubił następnie w 1815 Caroline Sahm, mieszkankę Królewca. Ich syn Carl Ludwig przyszedł na świat 3 lata później w Giełgudyszkach nad Niemnem niedaleko Kowna (obecnie Litwa), ale mieszkał i wzrastał w Królewcu. W 1844 dopiero opuszcza to miasto i wyrusza w świat w poszukiwaniu pracy jako malarz. Jak zanotował w swoim pamiętniku, droga zaprowadziła go na Śląsk, do Saksonii, Czech, Słowacji i dalej aż na Węgry. Po powrocie z zagranicznych podróży został strzelcem w armii pruskiej w garnizonie w Braniewie. Tam poznał o 8 lat młodszą Henriette Hintzke, córkę mistrza kuśnierskiego Gottfrieda Hintzke z pobliskiego Gronowa w powiecie świętomiejskim. Carl i Henriette wzięli ślub w Braniewie w 1852 roku. Do 1869 roku urodziło się im jedenaścioro (lub dwanaścioro) dzieci, z czego przeżyło siedmioro. Carl założył w Braniewie zakład malarski, w którym zatrudniał trzech do czterech czeladników. Henriette prowadziła sklep odzieżowy (Weißwarengeschäft), który zatrudniał kilka dziewcząt.
Arthur Schwarz był siódmym dzieckiem Carla i Henrietty. Osiedlił się w Berlinie. Tam założył w dzielnicy Schöneberg 5 lipca 1894 roku wraz z dziesięcioma współpracownikami, firmę Neue Photographische Gesellschaft (Nowe Towarzystwo Fotograficzne) jako spółkę (GmbH) z kapitałem zakładowym 75 000 marek. Schwarz wynajął w tym celu budynki, z których wyprowadziła się do nowej lokalizacji firma C. P. Goerz, specjalizująca się w produkcji obiektywów optycznych i aparatów. Firma Schwarza Neue Photographische Gesellschaft rozwijała się bardzo prężnie i szybko zyskiwała sławę i renomę, specjalizując się w maszynowej produkcji widokówek, fotografii i stereofotografii oraz innych artykułów z branży fotograficznej. Już po dwóch latach Schwarz wynajął większą działkę w dzielnicy Berlina Steglitz, na której zlecił firmie Friedrichs & Grossmann budowę nowych obiektów. W 1899 firma przekształciła się w spółkę akcyjną. W 1904 Neue Photographische Gesellschaft zatrudniała 650 pracowników, parę lat później ich liczba przekraczała 1000. Tak duży sukces firma zawdzięczała przede wszystkim jej właścicielowi Arthurowi Schwarzowi, który dzięki licznym podróżom do Wielkiej Brytanii, Stanów Zjednoczonych (odwiedził tam 60 miast w ciągu 75 dni), Kanady, Meksyku, Rosji, Grecji, Włoch i Francji podpatrywał i uczył się nowych technologii oraz nawiązał liczne kontakty handlowe, dzięki którym otwierał później filie zagraniczne przedsiębiorstwa (1890 w Londynie, 1892 w Nowym Jorku, oprócz tego w Paryżu i Rzymie).
Arthur Schwarz dbał nie tylko o rozwój firmę, ale również wyjątkowo troszczył się o jej pracowników. Dla nich ustanowił specjalną „kasę chorych” (Krankenkasse), która dla zatrudnionych oprócz darmowej opieki lekarskiej i lekarstw zabezpieczała również świadczenia pieniężne w razie choroby. Na Boże Narodzenie wszyscy pracownicy firmy otrzymywali dodatki pieniężne (Weihnachtsgeld). Każdy, kto przepracował ponad rok w firmie, otrzymywał pełnopłatny urlop. Dyrektor Schwarz ufundował ponadto bibliotekę liczącą 1600 książek, z której pracownicy mogli korzystać bezpłatnie. Czymś równie rzadkim i niespotykanym była również potężna kantyna firmowa (36 m długa, 14 m szeroka i 12 m wysoka), jako że oferowała pracownikom posiłki po kosztach produktów, a dla żeńskiego personelu także bezpłatne obiady.
W 1912 roku Arthur Schwarz zrezygnował z kierowania firmą. Duża konkurencja ze strony innych firm, a następnie I wojna światowa, która zniszczyła sieć powiązań zagranicznych przedsiębiorstwa, spowodowały, że w 1921 Neue Photographische Gesellschaft została przejęta firmę z Drezna Mimosa i do 1948 roku działała jako jej filia.